# Contea di Tongxin
La contea di Tongxin (同心县S, Tóngxīn XiànP) è una contea della Cina, situata nella regione autonoma di Ningxia e amministrata dalla prefettura di Wuzhong.